# Sumengko (Kalitidu)
Sumengko is een bestuurslaag in het regentschap Bojonegoro van de provincie Oost-Java, Indonesië. Sumengko telt 2378 inwoners (volkstelling 2010).